# Paracorophium hartmannorum
Paracorophium hartmannorum is een vlokreeftensoort uit de familie van de Corophiidae. De wetenschappelijke naam van de soort is voor het eerst geldig gepubliceerd in 1975 door Andres.